# Cumru
Cumru  è una township degli Stati Uniti d'America, nella contea di Berks nello Stato della Pennsylvania. Secondo il censimento del 2000 la popolazione è di 13.816 abitanti.

## Società

### Evoluzione demografica
La composizione etnica vede una maggioranza della razza bianca (93,84%), seguita da quella afroamericana (1,92%) dati del 2000.
| township di Cumru Popolazione |        |
| 2000                          | 13.816 |
| Stima al 2009                 | 14.971 |